# 中央人民广播电台经济之声
中央人民广播电台经济之声，前称“中央人民广播电台第二套节目”，1954年5月30日开播，2002年11月18日改为现名，是中国最有影响力的财经广播，也是唯一覆盖全中国的财经专业媒体，使用调频、中波、短波覆盖全国。自2010年12月16日为全天24小时播出，星期二凌晨0:05-4:55检修，检修前播放《歌唱祖国》和钢琴乐版《驿动的心》。
经济之声自2012年1月1日将《金蛇狂舞》作为频率ID，整半点播放至今。

## 节目时间表
| 5:00  | 那些年                                     | 那些年                                     |
| 6:00  | 高莉说书                                   | 高莉说书                                   |
| 6:30  | 财富新观察                                 | 财富新观察                                 |
| 7:00  | 新闻和报纸摘要（重播）                     | 新闻和报纸摘要（重播）                     |
| 7:30  | 天下财经                                   | 天下财经                                   |
| 9:00  | 交易实况（上午版）                         | 星期六日播出《王冠红人馆》                 |
| 12:00 | 环球新财讯（午间版）                       | 环球新财讯（午间版）                       |
| 12:30 | 天天315（星期六日12:00-13:00）             | 天天315（星期六日12:00-13:00）             |
| 13:00 | 交易实况（下午版）                         | 星期六日重播《王冠红人馆》                 |
| 16:00 | 视听大会（下午版）                         | 视听大会（下午版）                         |
| 17:00 | 财富新观察                                 | 财富新观察                                 |
| 17:30 | 环球新财讯（晚间版）                       | 环球新财讯（晚间版）                       |
| 19:00 | 天天315（重播，星期六、星期日19:00-20:00） | 天天315（重播，星期六、星期日19:00-20:00） |
| 19:30 | 财富新观察（重播）                         | 财富新观察（重播）                         |
| 20:00 | 财经阅读                                   | 财经阅读                                   |
| 21:00 | 那些年                                     | 那些年                                     |
| 22:00 | 视听大会（夜间版）                         | 视听大会（夜间版）                         |
| 23:00 | 财经阅读（重播）                           | 财经阅读（重播）                           |
| 0:00  | 那些年（重播）                             | 星期二暂停播音，特殊情况下除外。           |
| 1:00  | 财经阅读（重播）                           | 星期二暂停播音，特殊情况下除外。           |
| 2:00  | 视听大会晚间版（重播）                     | 星期二暂停播音，特殊情况下除外。           |
| 3:00  | 那些年（重播）                             | 星期二暂停播音，特殊情况下除外。           |
| 4:00  | 财经阅读（重播）                           | 星期二暂停播音，特殊情况下除外。           |

- 其中每周一到周五（逢交易日）上午9:00-12:00和下午13:00-16:00的《交易实况》、每周六和周日上午9:00-12:00的《王冠红人馆》以及每周六中午12:00-13:00的《天天315》节目均通过央视频进行同步视频直播。

## 播出频率表[2]
| - 北京（96.6兆赫） - 长沙（87.6兆赫、105.9兆赫） - 上海（91.4兆赫） - 天津（98.0兆赫） - 广州（106.6兆赫） - 沈阳（93.5兆赫） - 长春（104.7兆赫） - 哈尔滨（88.1兆赫） - 济南（96.5兆赫） - 太原（99.0兆赫） - 石家庄（97.2兆赫） - 南京（107.5兆赫） - 镇江（99.4兆赫） - 杭州（97.9兆赫） - 合肥（104.7兆赫） - 南昌（93.8兆赫） - 武汉（97.8兆赫） - 郑州（96.7兆赫） - 海口（87.8兆赫） - 重庆（100.0兆赫） - 贵阳（105.6兆赫） - 拉萨（104.3兆赫） - 西安（103.0兆赫） - 兰州（90.3兆赫） - 银川（107.8兆赫） - 乌鲁木齐（90.6兆赫） - 西宁（105.6兆赫） - 青岛（104.1兆赫） - 宁波（101.2兆赫） - 唐山（107.4兆赫） - 淄博（98.0兆赫） - 日照（106.9兆赫） - 包头（99.3兆赫） - 齐齐哈尔（101.8兆赫） - 南宁（93.6兆赫） - 桂林（94.1兆赫） - 黄山（104.9兆赫） - 宣城（94.0兆赫） - 福州、马祖（94.9兆赫） - 泉州、莆田（98.3兆赫） - 厦门、金门（87.5兆赫、98.3兆赫） - 南平（93.9兆赫） - 武夷山（106.7兆赫） - 邵武（103.5兆赫） - 政和（99.4兆赫） - 梅州（90.8兆赫） - 河源（94.4兆赫） - 惠州（95.5兆赫） - 云浮（93.7兆赫） - 江门（92.0兆赫） - 绵阳（100.6兆赫） - 宜宾（96.6兆赫） - 泸州（91.5兆赫） - 广安（107.1兆赫） - 万州（94.3兆赫） - 开封（100.8兆赫） - 阜阳（103.0兆赫） - 临汾（105.2兆赫） - 赤峰（107.1兆赫） - 荆州（107.4兆赫） - 岳阳（87.6兆赫） - 常德（102.9兆赫） - 衡阳（105.9兆赫） - 怀化（93.2兆赫） - 永州（89.5兆赫） - 曲靖（105.6兆赫） - 吴忠（88.4兆赫） - 陇南（101.2兆赫） - 六盘水（96.2兆赫） - 井冈山（99.8兆赫） - 赣州（90.6兆赫） - 玉门（93.5兆赫） - 烟台（98.1兆赫） - 鞍山（105.1兆赫） - 抚顺（100.7兆赫） - 本溪（100.3兆赫） - 营口（94.7兆赫） - 大连（720千赫） - 630、855、900、1116千赫 - 3985、6010、6040、6065、6090、6155、7130、7140、7150、7245、7315、7335、7350、7360、7375、9480、9515、9530、9570、9620、9720、9755、9810、9820、11610、11660、11670、11685、11740、11800、11835、11845、11915、12080、15270、15500、15540、15570、17625千赫 |